# Ormhalssländor
Ormhalssländor (Raphidiidae) är en familj i insektsordningen halssländor som förekommer på norra halvklotet. Ormhalssländor genomgår fullständig metamorfos och är predatorer både som larver och som fullbildade insekter, imago. Det finns cirka 175 kända arter i familjen, varav 3 har påträffats i Sverige.
Ormhalssländor är små till medelstora insekter, kroppslängden varierar mellan olika arter från bara 0,6 centimeter upp till 2,8 centimeter. Honor är något större än hanar av samma art. Kroppen har mörk färg och vingarna är genomskinliga med ett tydligt, nätliknande ribbmönster. Ett karaktäristiskt drag är även en lång "hals", eller påfallande förlängd prothorax. Huvudet är väl markerat, platt och något triangulärt (brett framtill och avsmalnande baktill) och bär trådlika antenner. Honorna har ett långt äggläggningsrör, då de lägger ägg i bark.
Larverna har en långsträckt kropp och lever under barken på träd eller bland vissna löv. Ormhalssländornas larver äter ofta skalbaggslarver, däribland larver av många skalbaggar som betraktas som skadegörare inom skogsbruket.